# 广西军区生产师
广西军区生产师，是1970年至1974年设于中国广西的由军队管理的农垦组织。以下乡知识青年为主，包括现役军人、复转退军人、地方干部、农垦职工等群体组成。采取兵团-师-团-连建制，不常设营级。

## 历史
中华人民共和国成立后，西方国家实行经济封锁和禁运，橡胶成为严格禁运的战略物资。中共中央作出“建立华南橡胶生产基地”战略决策。1951年10月，广西垦殖处成立。1952年近2万官兵组成的农垦部队赴华南“向热带雨林要橡胶”。成立华南农垦局广西分局。到1956年6月，广西农垦共组建112个垦殖场（所），种植橡胶24.1万亩，创造出在北纬17°以北种植橡胶的奇迹。
为了落实毛泽东主席的“三线建设要抓紧”和“屯垦戍边、寓兵于民”的指示，及更好地发展橡胶事业，1970年9月27日经党中央、国务院、中央军委批准在华南垦殖局广西分局的基础上组建广西军区生产师。1970年10月1日成立中国人民解放军广西军区生产师。受广西军区和广西壮族自治区革命委员会双重领导。师部设浦北县张黄东方农场。辖6个团、6个独立营。从1974年1月1日起， 广西军区生产师将所辖的橡胶农场及研究所、站和工厂移交自治区革命委员会农垦局接管恢复国营农场建制。

## 组织结构
- 1团驻龙州龙北农场
- 2团驻东兴火光农场
- 3团驻合浦三合口农场
  - 一营：三合口农场
  - 二营：星星农场
  - 三营：滨海农场
  - 四营：前卫农场
  - 五营：珠光农场
- 4团驻浦北东方农场
- 5团驻博白利罗农场
- 6团驻陆川五星农场
- 直属1营驻那坡平孟农场（辖平孟、百南2个农场）
- 直属2营驻扶绥县山圩试验站
- 直属3营驻广西热作所南宁试验站
- 直属4营驻合浦农垦大修厂
- 直属5营驻北流水冲农场（辖水冲、大伦2个农场）
- 直属6营驻灵川东风氮肥厂

## 纪念
- 广西军区生产师师部旧址